# Sobreviviendo a Escobar, alias JJ
Sobreviviendo a Escobar, alias JJ es una serie de televisión colombiana de drama criminal producida por Asier Aguilar, basada en el libro escrito por Jhon Jairo Velásquez, el lugarteniente y mano derecha de Pablo Escobar. Está protagonizada por Juan Pablo Urrego como el personaje titular. La serie se estrenó en Colombia en Caracol Televisión el 8 de febrero de 2017 como Alias J.J., lo que pasa tras las rejas, y concluyó el 23 de mayo de 2017. En Netflix, la serie se estrenó el 1 de agosto de 2017 con un total de 60 episodios.

## Sinopsis
Relata, la historia de John Jairo Velásquez conocido por «Alias Popeye» durante la cárcel desde la captura en la muerte de Pablo Escobar hasta los últimos años de la prisión, mostrando las más importantes y relevantes acontecimientos que tuvo él, durante el encierro en esta misma. También narra la historia de este país a nivel política y social de aquella época durante la temporada del Narcoterrorismo.

## Reparto
- Juan Pablo Urrego como Jhon Jairo Velásquez «Popeye»
- Natasha Klauss como Ana María Solozábal (Periodista)
- Elkin Díaz como Abel Mahecha (Comandante Paramilitar)
- Toto Vega como Iván Darío Urrego (Cartel del Norte del Valle)
- Ramsés Ramos como Tulio Galeno (Comandante Guerrillero)
- Nicole Santamaría como Alexandra Restrepo de Velásquez
- Luis Mesa como Ignacio Molina (Viceministro de Justicia)
- Nelson Camayo como Clemente Díaz (Director de la Cárcel Capital)
- Amparo Grisales como Mónica Machado (Abogada de Jhon Jairo)
- Roberto Mateos como Dixon Rodríguez (DEA)
- Camilo Sáenz como Durán (Detective de la Fiscalía)
- Mijail Mulkay como Cristopher Ramos (Detective de la DEA)
- Juan Pablo Obregón como Manuel Serrano (Abogado de Jhon Jairo)
- Juana Arboleda como Cecilia Pineda (Guardia de la Cárcel Capital)
- Pacho Rueda como Pedro Rentería «El Potro» (Cartel del Norte del Valle)
- Angélica Blandón como Lorenza Penagos (Esposa de Iván Urrego)
- Héctor Mejía como Torres (Guardia de la Cárcel Capital)
- Frank Beltrán como Leonidas Caicedo «Zurcido»
- Adrián Jiménez como Duván Zapata (Aliado de Mahecha)
- Juan Felipe Muñoz como «Piojo» (Aliado de Iván Urrego)
- Carlos Vergara  como Coronel Mario Tello
- Mauricio Bastidas como «Caspa» (Sicario del Cartel de Medellín)
- Juan Morales como Cifuentes (Detective de la Fiscalía)
- Nicole Quintero como Janeth Fierro (Periodista)
- Juan Pablo Barragán como Victor Urrego (Sobrino de Iván Urrego)
- Mario Bolaños como Carlos Castañeda (Jefe Paramilitar)
- Julio Sánchez Cóccaro como Eduardo Bejarano (Exdirector de la Cárcel Capital)
- Andrés Soleibe como «El Mono» (Comandante Paramilitar)
- Juliana Gómez Callejas como Cindy (Trabajadora de Jhon Jairo)
- Manuela Valdés como Nena Ximena Escobar (Virreina de belleza)
- Lina Castrillón como Victoria de Mahecha (Esposa de Abel Mahecha)
- Victoria Hernández como Rosa Restrepo Jaramillo (Mamá de Alexandra)
- Leonardo Acosta como Reinaldo Ortiz (Director de la Cárcel Capital, tras la muerte de Clemente)
- Andrés Felipe Martínez como Tito Rodríguez (Periodista)
- Sergio Corzo como Mancipe (Detective)
- Christophe de Geest como Detective Sierra (Detective de la DEA)
- Anderson Ballesteros como Fernando Buitrago «El Loco» (Sicario del Cartel de Medellín)
- Walter Luengas como Pablo Bojacá (Guardia de la Cárcel Capital)
- Hermes Camelo como Genaro Romero Orjuela (Cartel del Valle)
- Héctor García como Manuel Romero Orjuela (Cartel del Valle)
- Juan Pablo Franco como Pablo Escobar (Jefe del Cartel de Medellín)
- Alejandra Chamorro como Jennifer Casas (Amante y cómplice de Jhon Jairo)
- Julián Beltrán como Camacho
- Fabio Restrepo como Alirio Sandoval (Socio de Jhon Jairo)
- Esmeralda Pinzón como Lucy (Guerrillera)
- Juan Sebastián Quintero como Rafael Bautista (Novio de Emma Mahecha)
- Paola Cano como Emma Mahecha (Hija de Abel Mahecha)
- Fernando Lara como Eliberto (Colaborador de Alirio)
- Yoryi León como «Don Bernal» (Comandante Paramilitar)
- Juancho Arango como Cristóbal Charria (Cartel del Valle)
- Variel Sánchez como Danilo Pineda (Microtraficante)
- María Eugenia Penagos como Leonor Vda. de Solozábal (Mamá de Ana María)
- Salvador Puentes como Adriano Camargo «3H» (Comandante Paramilitar)
- Luz Estrada como Liseth Montero (Esposa de Cristóbal Charria)
- Felix Mercado como Pedro (Colaborador de Alirio)
- Harold Córdoba como Roberto Cornejo «El Químico»
- Carlos Velásquez como (Jefe frente guerrillero)
- Alex Durán como Edgar (Aliado de "El señor de los aires")
- Mauro Mauad como "El Señor de los Aires"
- Gerardo Calero como Dr. Gerardo Ospina
- Julio Correal como Dangond (Abogado)
- Jennifer Ochoa como Martha (Enfermera del centro geriátrico donde está doña Leonor)
- Ana María Kamper como Sofía Ramírez (Víctima de Jhon Jairo)
- Álvaro Lemmon como Nacho (Animador)
- Jorge López como (Senador)
- Pedro Mogollón como (Juez Penal)
- Lorena Tobar como Julia (Madre de Senador)
- Hernando Forero como Fausto Díaz (Locutor)

## Episodios
| Temporada # | Episodio # | Título                                                                              | Estreno original      |
| ----------- | ---------- | ----------------------------------------------------------------------------------- | --------------------- |
| 1           | 1          | «JJ se entrega a las autoridades con tal de evitar su muerte»                       | 8 de febrero de 2017  |
| 1           | 2          | «"Alexandra cae en manos de la Fiscalía, mientras JJ busca alianzas en la cárcel"»  | 9 de febrero de 2017  |
| 1           | 3          | «JJ frustra el plan de Abel Mahecha de liberar a '3H' de la cárcel»                 | 10 de febrero de 2017 |
| 1           | 4          | «JJ se gana la confianza de los paramilitares al liderar un motín»                  | 13 de febrero de 2017 |
| 1           | 5          | «Alias JJ sobrevive a un nuevo atentado y le salva la vida a uno de sus enemigos»   | 14 de febrero de 2017 |
| 1           | 6          | «Cegada por su ira, Alexandra decide hablar con las autoridades»                    | 15 de febrero de 2017 |
| 1           | 7          | «Con la desaparición de 'El Potro' y '3H', JJ es enviado al calabozo»               | 16 de febrero de 2017 |
| 1           | 8          | «Los problemas aumentan para JJ al ser acusado de planear la fuga de '3H»           | 17 de febrero de 2017 |
| 1           | 9          | «Alexandra le entrega a la Fiscalía el mapa que conduce a la caleta de JJ»          | 20 de febrero de 2017 |
| 1           | 10         | «El Potro' se lleva a Alexandra por la fuerza para apartarla de la DEA»             | 21 de febrero de 2017 |
| 1           | 11         | «Por escapar del 'Potro', Alexandra expone la vida de su bebé»                      | 22 de febrero de 2017 |
| 1           | 12         | «Alexandra visita a JJ para contarle que la caleta fue destruida»                   | 23 de febrero de 2017 |
| 1           | 13         | «JJ utiliza información que tiene sobre el Cartel del Valle para salvarse»          | 27 de febrero de 2017 |
| 1           | 14         | «El 'Potro' logra su cometido y pone en riesgo la vida de JJ en la cárcel»          | 28 de febrero de 2017 |
| 1           | 15         | «Alexandra y 'Caspa' inician la búsqueda de una caleta de Pablo Escobar»            | 1 de marzo de 2017    |
| 1           | 16         | «J.J. hace un trato con Urrego para que le deje la vida en paz»                     | 2 de marzo de 2017    |
| 1           | 17         | «J.J. se salva de un atentado en la cárcel, pero queda gravemente herido»           | 3 de marzo de 2017    |
| 1           | 18         | «Para blindarse en la cárcel, J.J. hace grandes denuncias en una entrevista»        | 6 de marzo de 2017    |
| 1           | 19         | «J.J. encuentra la forma de ingresar droga a la cárcel y aliarse con Urrego»        | 7 de marzo de 2017    |
| 1           | 20         | «J.J. enfurece al enterarse de que Alexandra le es infiel con otro hombre»          | 8 de marzo de 2017    |
| 1           | 21         | «Galeno y JJ aprovechan la fiesta de Urrego para emprender su plan de fuga»         | 9 de marzo de 2017    |
| 1           | 22         | «La abogada de JJ se convierte en su carta de salvación»                            | 10 de marzo de 2017   |
| 1           | 23         | «Toledo no llega a ningún acuerdo con JJ y sus planes se frustran»                  | 13 de marzo de 2017   |
| 1           | 24         | «JJ recibe una reducción de pena al colaborar en un operativo de rescate»           | 14 de marzo de 2017   |
| 1           | 25         | «¿Nuevo amor? JJ, se involucra con una joven que lo visita a la cárcel»             | 15 de marzo de 2017   |
| 1           | 26         | «J.J. busca acabar la guerra en la cárcel para evitar su traslado»                  | 16 de marzo de 2017   |
| 1           | 27         | «J.J. es trasladado a Valledupar a pesar de los esfuerzos de su abogada»            | 17 de marzo de 2017   |
| 1           | 28         | «¿Cumplirán?, Galeno y Mahecha firman un tratado de paz en la cárcel»               | 21 de marzo de 2017   |
| 1           | 29         | «J.J. descubre los planes de Danilo y decide tomar cartas en el asunto»             | 22 de marzo de 2017   |
| 1           | 30         | «J.J. monta su negocio en la cárcel y hace una alianza con Danilo»                  | 23 de marzo de 2017   |
| 1           | 31         | «Una muerte inesperada podría cambiar la suerte de J.J. en la cárcel»               | 24 de marzo de 2017   |
| 1           | 32         | «Urrego regresa de la muerte para vengarse de Alias J.J»                            | 27 de marzo de 2017   |
| 1           | 33         | «Jennifer acaba con la vida de Durán para salvar el negocio de J.J.»                | 29 de marzo de 2017   |
| 1           | 34         | «Alias J.J. se convierte en uno de los caciques de la cárcel Capital»               | 30 de marzo de 2017   |
| 1           | 35         | «Mahecha busca aliarse con J.J. para retomar su poder entre los paramilitares»      | 31 de marzo de 2017   |
| 1           | 36         | «Ana pone en riesgo la vida de una periodista y es descubierta por Jennifer»        | 3 de abril de 2017    |
| 1           | 37         | «Ana descubre la red de drogas de JJ en sus libros y queda acorralado»              | 4 de abril de 2017    |
| 1           | 38         | «JJ hace una jugada que lo saca inocente del escándalo de drogas»                   | 5 de abril de 2017    |
| 1           | 39         | «Una investigación pone en riesgo el puesto de Clemente en la cárcel»               | 6 de abril de 2017    |
| 1           | 40         | «Alias JJ queda entre la espada y la pared tras las declaraciones de 'Zurcido'»     | 7 de abril de 2017    |
| 1           | 41         | «Tras sufrir un atentado, 'Caspa' está dispuesto a revelar lo que sabe de Alias JJ» | 10 de abril de 2017   |
| 1           | 42         | «'Caspa' protege a JJ y decide culpar a su leal seguidor»                           | 11 de abril de 2017   |
| 1           | 43         | «Ana María hace un trato peligroso con JJ para ayudar a su colega»                  | 12 de abril de 2017   |
| 1           | 44         | «Alias JJ acaba con la vida de 'Caspa' para no ser extraditado»                     | 17 de abril de 2017   |
| 1           | 45         | «La Muerte del periodista Garcés pone de nuevo en el ojo del huracán a JJ»          | 18 de abril de 2017   |
| 1           | 46         | «JJ hace un nuevo trato con Mahecha para que deje en paz a Ana María»               | 19 de abril de 2017   |
| 1           | 47         | «JJ manipula a Ana María para limpiar su nombre ante la prensa»                     | 20 de abril de 2017   |
| 1           | 48         | «Ana María cree en las mentiras de JJ y termina protegiéndolo»                      | 21 de abril de 2017   |
| 1           | 49         | «Ana María renuncia a su investigación al enterarse de la verdad»                   | 24 de abril de 2017   |
| 1           | 50         | «Ana María hace un terrible descubrimiento sobre Popeye como sicario»               | 25 de abril de 2017   |
| 1           | 51         | «Mahecha ve opacada su salida de la cárcel por el testimonio de Janeth»             | 26 de abril de 2017   |
| 1           | 52         | «Urrego le envía a su sobrino un terrible mensaje por su traición»                  | 27 de abril de 2017   |
| 1           | 53         | «Mahecha toma como rehén a Clemente para escaparse de la cárcel»                    | 28 de abril de 2017   |
| 1           | 54         | «Una tragedia mancha de sangre la Cárcel Capital y le complica las cosas a JJ»      | 2 de mayo de 2017     |
| 1           | 55         | «Alias JJ es declarado inocente del asesinato del padre de Ana María Solozábal»     | 3 de mayo de 2017     |
| 1           | 56         | «Ana María se propone encontrar a Alexandra para hundir a Popeye»                   | 4 de mayo de 2017     |
| 1           | 57         | «Poco a poco, las autoridades dan con la red de narcotráfico de JJ»                 | 5 de mayo de 2017     |
| 1           | 58         | «Solo y desesperado, JJ ve cada vez más cerca de su extradición»                    | 8 de mayo de 2017     |
| 1           | 59         | «¿El fin? JJ, es sentenciado a pasar 20 años de cárcel en Estados Unidos»           | 9 de mayo de 2017     |
| 1           | 60         | «JJ hace un importante acuerdo con la DEA que lo salva de ser extraditado»          | 10 de mayo de 2017    |
| 1           | 61         | «JJ encuentra a Alexandra para pedirle explicaciones por su 'traición'»             | 11 de mayo de 2017    |
| 1           | 62         | «JJ regresa al 'ruedo' y busca cómo reabrir su negocio de narcotráfico»             | 12 de mayo de 2017    |
| 1           | 63         | «¿Aceptará?, Serrano recibe una importante propuesta para acabar con JJ»            | 15 de mayo de 2017    |
| 1           | 64         | «Serrano acepta a JJ, pero el destino de todos da un giro inesperado»               | 16 de mayo de 2017    |
| 1           | 65         | «JJ ordena sacar del camino a Ana María tras una contundente declaración»           | 17 de mayo de 2017    |
| 1           | 66         | «La suerte vuelve a jugar del lado de JJ y logra evitar una recaptura»              | 18 de mayo de 2017    |
| 1           | 67         | «JJ se niega a entregar al 'Señor de los aires' y todo se pone en su contra»        | 19 de mayo de 2017    |
| 1           | 68         | «Las autoridades capturan a Serrano y se acercan más al desfile de JJ»              | 22 de mayo de 2017    |
| 1           | 69         | «JJ es recapturado, pero con su condena no podrá pagar el daño que hizo»            | 23 de mayo de 2017    |

## Premios y nominaciones

### Produ Awards[8]
| Año  | Categoría               | Nominado          | Resultado |
| ---- | ----------------------- | ----------------- | --------- |
| 2018 | Mejor Super Serie       | Mejor Super Serie | Nominada  |
| 2018 | Mejor Actriz Principal  | Nicole Santamaría | Nominada  |
| 2018 | Mejor Actor Principal   | Juan Pablo Urrego | Nominado  |
| 2018 | Mejor Actriz de Reparto | Amparo Grisales   | Ganadora  |
| 2018 | Mejor Actor de Reparto  | Toto Vega         | Ganador   |

### Otros premios obtenidos
- Premio ACA-15 Minutos a Mejor Actriz de Reperto Natasha Klauss
- Premio ACA-15 Minutos a Villano Favorito Toto Vega